# Gajah Bertalut
Gajah Bertalut is een bestuurslaag in het regentschap Kampar van de provincie Riau, Indonesië. Gajah Bertalut telt 449 inwoners (volkstelling 2010).